# کلیسای سنت مارگریت، وست‌مینستر
کلیسای سنت مارگریت، وست‌میسنتر (انگلیسی: St Margaret's, Westminster) یک کلیسا در شهر وست‌مینستر، لندن بزرگ، بریتانیا است.
این کلیسا که در نزدیکی کلیسای وست‌مینستر و در میدان پارلمان قرار دارد در قرن ۱۲ میلادی ساخته شده و از ۱۴۸۶ تا ۱۵۲۳ تجدیدبنا شده‌است، کلیسای سنت مارگریت در سال ۱۹۸۷ در فهرست میراث جهانی یونسکو ثبت شده‌است.

## نگارخانه

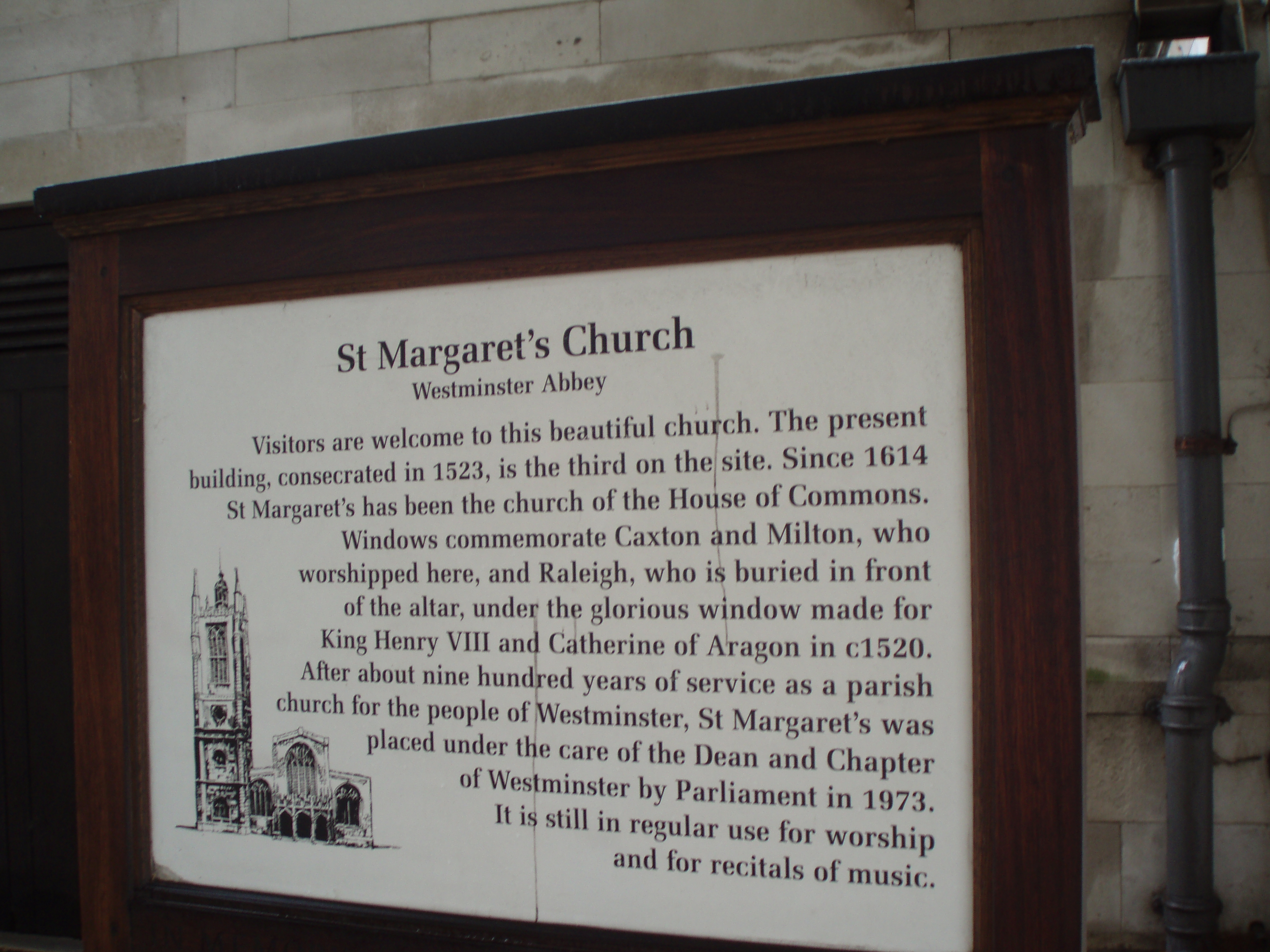
Explanatory plaque
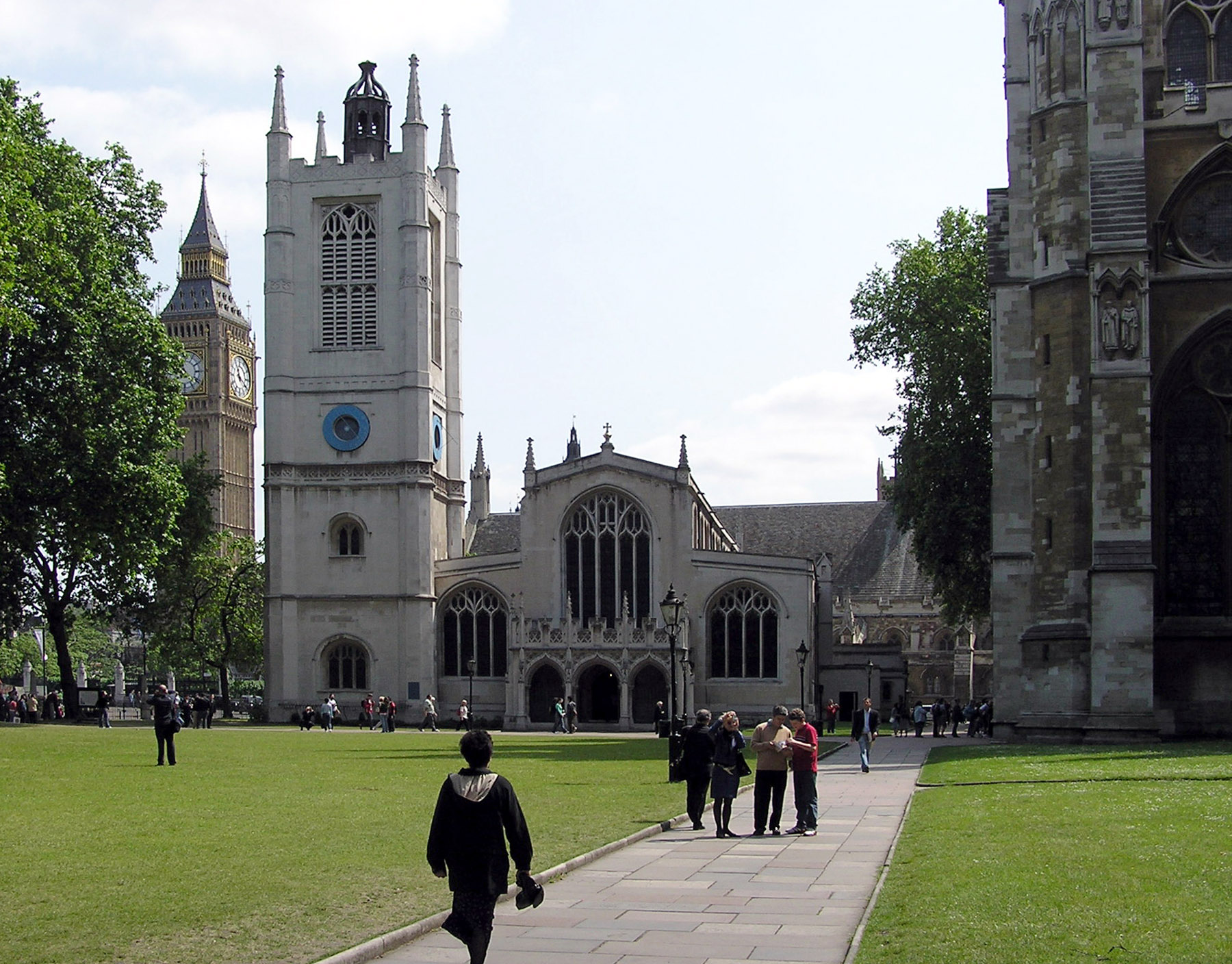
کلیسای سنت مارگریت (وسط) ساعت بیگ بن (چپ) کاخ وست‌مینستر (راست)
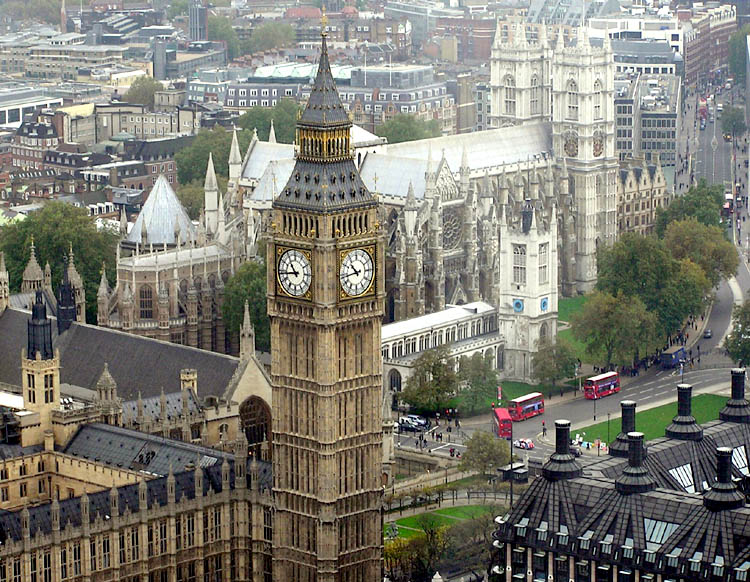
کلیسای سنت مارگریت از بالای چرخ و فلک چشم لندن در پشت ساعت بیگ بن
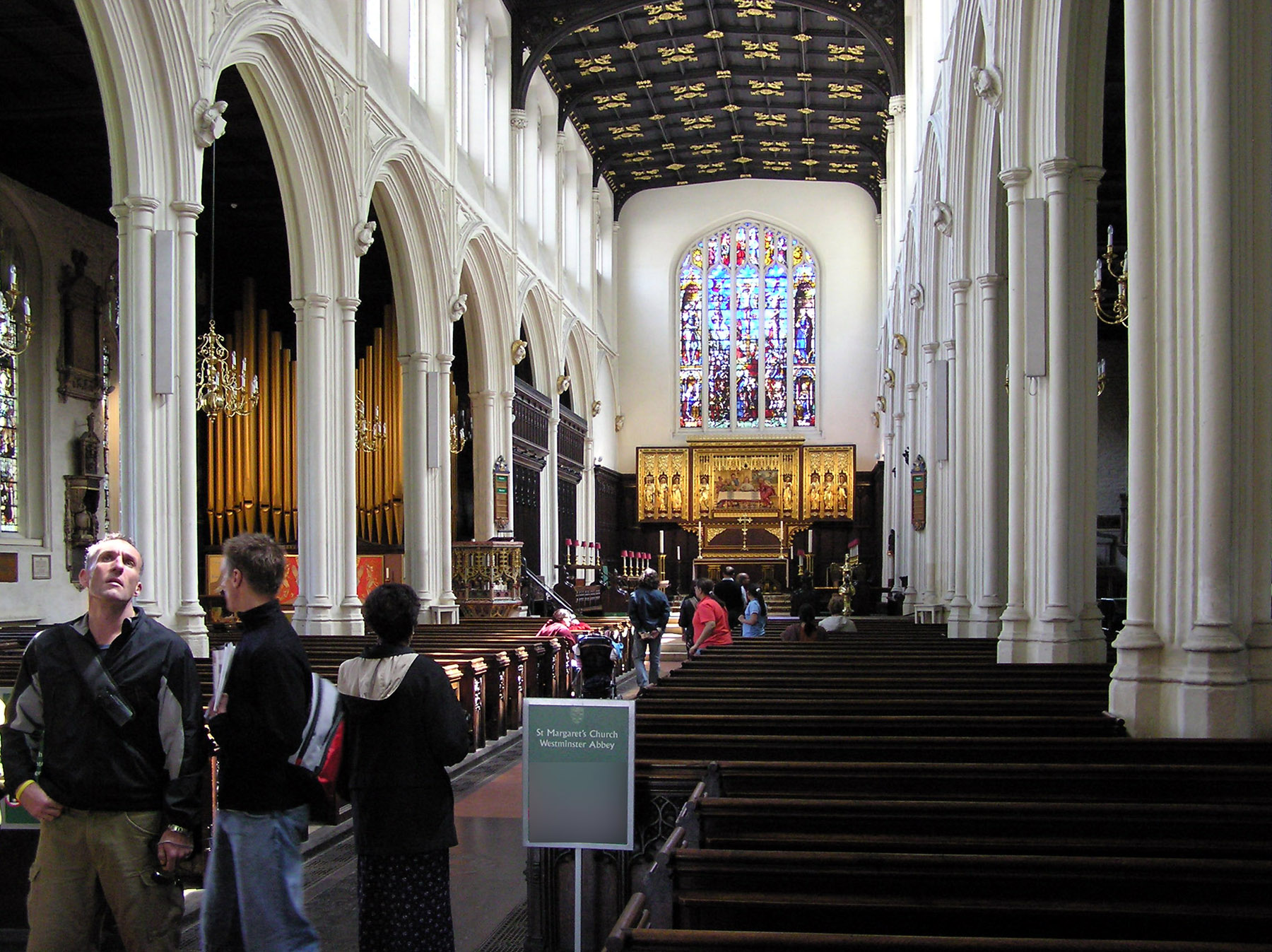
داخل کلیسا